# Église Saint-Jean-Népomucène
Pour les articles homonymes, voir Église Saint-Jean.
L'église Saint-Jean-Népomucène à Zelená Hora (« montagne verte »), à Žďár nad Sázavou près de la frontière entre la Bohême et la Moravie, est le dernier chef-d'œuvre de l'architecte Jan Blažej Santini-Aichel, qui mélange l’architecture baroque aux éléments gothiques dans la construction et la décoration. Elle est ajoutée à la liste du patrimoine mondial de l'UNESCO en décembre 1994.

## Histoire
En 1719, quand l'Église catholique romaine déclare la langue de Jean Népomucène « incorruptible », on commence à travailler sur une église à Zelená Hora, où le futur saint avait été éduqué. Elle fut consacrée immédiatement après la béatification de Jean en 1720, quoique la construction elle-même, très lente, ne prit fin qu'en 1797.
L'église brule le 17 juillet 1784. La forme du toit est alors modifiée lors de la restauration.
Confisquée en 1953 par le gouvernement communiste, l'église est redevenue propriété de l'Église. Le 27 août 2014, les représentants des Monuments historiques tchèques, de la paroisse de Žďár nad Sázavou et du diocèse de Brno (de) ont signé un accord de restitution rendant à l'Église catholique la propriété du lieu.

## Description

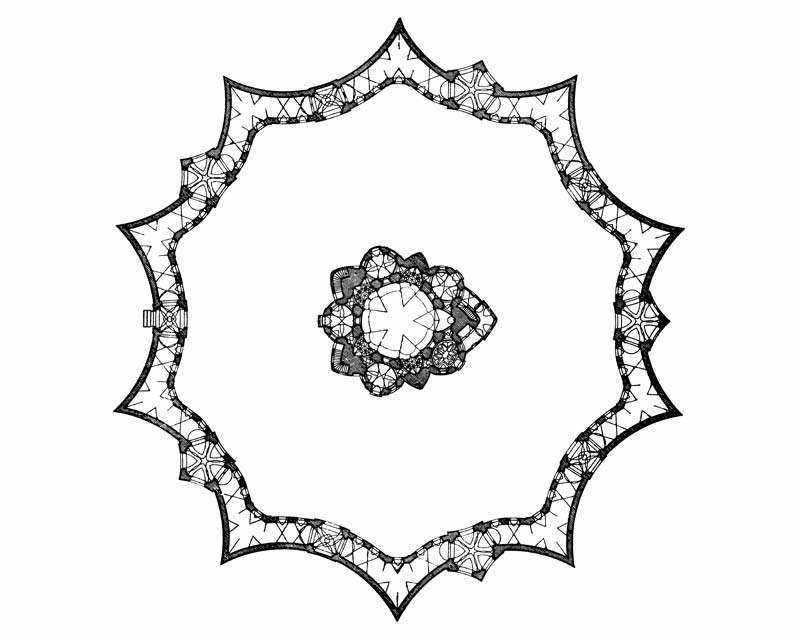
Le plan en étoile à cinq branches de l'église est doublé dans le déambulatoire extérieur.

L'église est remarquable pour ses détails gothiques et sa symbolique complexe, assez unique pour l'époque. Le plan de l'église et du mur d'enceinte est inscrit dans un cercle séparé en dix parties. Placées sur le mur d'enceinte, cinq chapelles font face à l'église.
La verticalité de l'édifice est un appel à l’ascension spirituelle. Elle accentuée par un jeu de lignes diagonales au niveau des toits et des contreforts (voir illustration, à droite) et, passé le déambulatoire de l'enceinte, un évitement systématique de toute ligne horizontale. Après avoir physiquement gravi la montagne sur laquelle se trouve l'église, le pèlerin est invité à élever son esprit vers le ciel et Dieu.
La modénature de l’édifice et de son enceinte est relativement sobre, voir minimaliste pour une église baroque. Les réminiscences gothiques, très visibles dans les fenêtres de l'église et dans les voussures intérieures, sont un rappel symbolique de l'époque où vivait saint Jean Népomucène. Santini-Aichel précède de quelques décennies le style néo-gothique, non par effet de mode romantique mais avec un sens religieux.

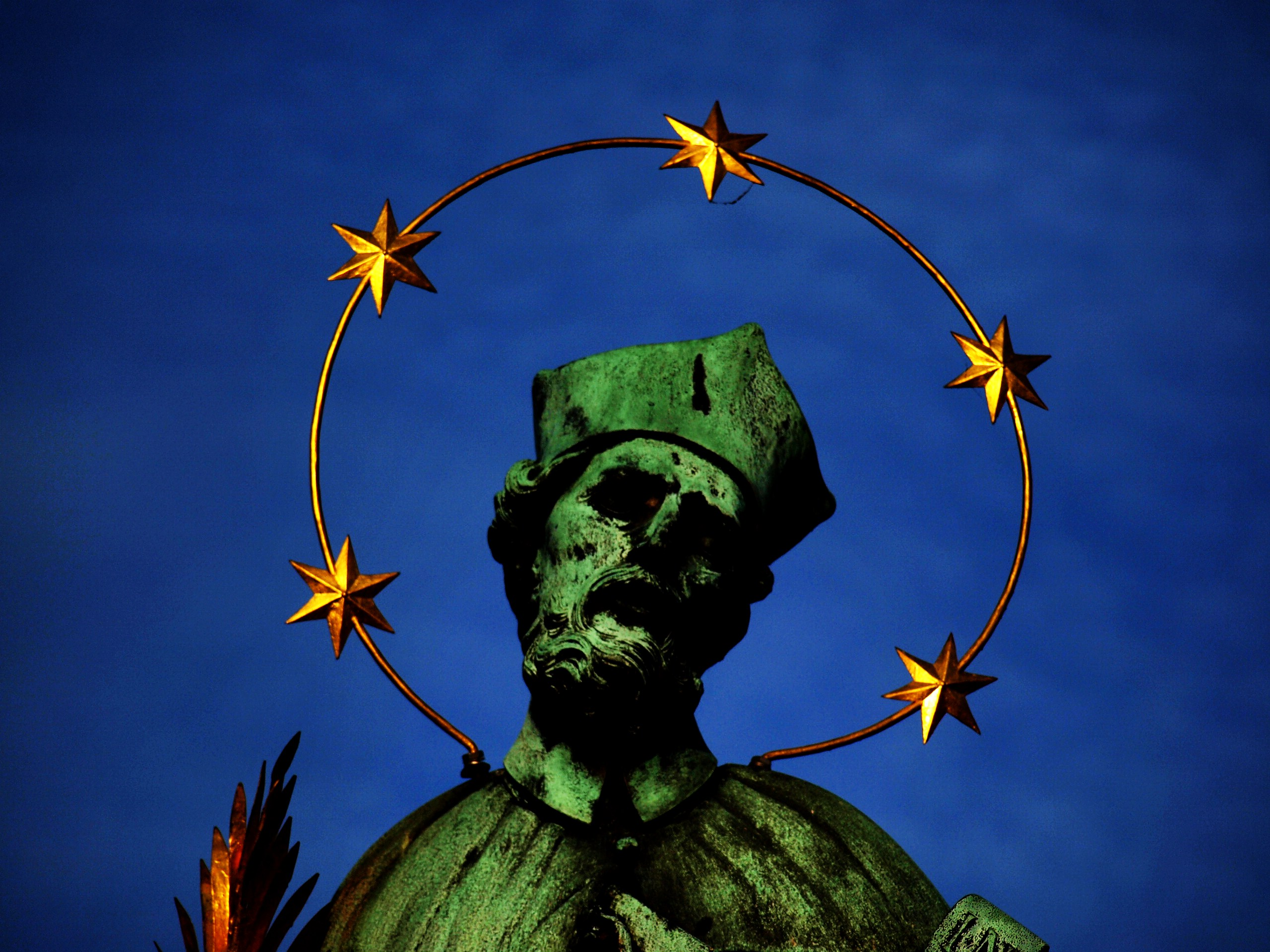
Auréole à cinq étoiles de saint Jean Népomucène.

Le plan en étoile et en cinq parties, rappelle les cinq étoiles qui, selon la légende, apparurent miraculeusement dans le ciel, au-dessus du corps du saint martyr noyé, là où la rivière l'avait rendu. Dans l'art religieux, ces cinq étoiles lui tiennent lieu d'auréole.

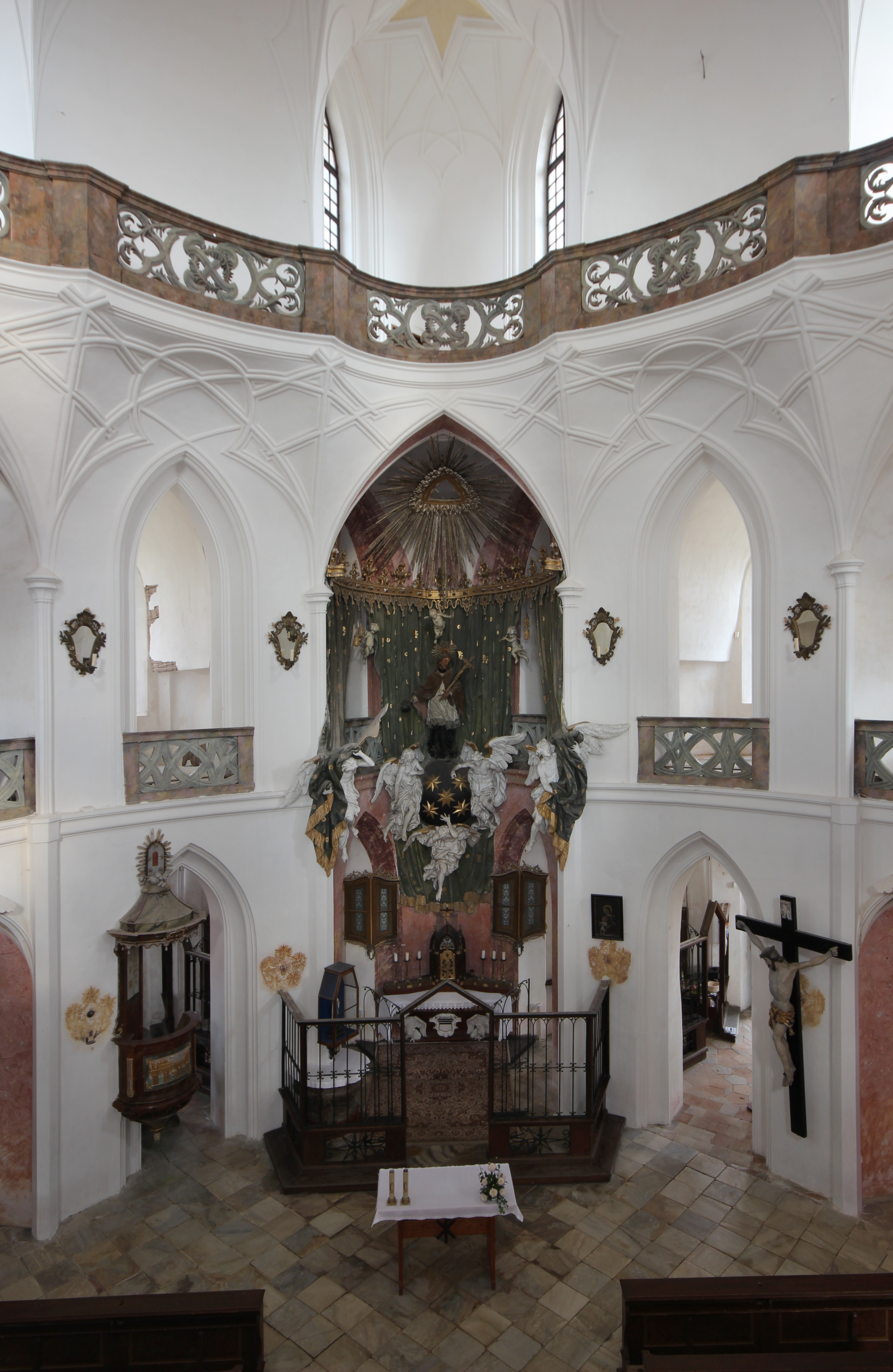
le maitre-autel et les voussures gothiques

À l'intérieur, le maitre-autel est orné de cinq anges, dont le nombre rappelle, une fois de plus, le chiffre cinq associé au saint. Il est traditionnellement placé à l'ouest et occupe l'une des cinq chapelles, les quatre autres étant occupées par des autels ornés des statues des quatre évangélistes. Le maitre-autel et les autels annexes sont l'œuvre de Jan Pavel Čechpauer. Ils ont été réalisés entre 1725 et 1727. Deux des anges tiennent les pans d'un baldaquin très théâtral et fondamentalement baroque, les trois autres soutiennent une sphère céleste, ornée des cinq étoiles suscitées, sur laquelle se tient saint Jean Népomucène, debout, contemplant un crucifix. Cette statue est l'ouvrage du sculpteur Grégoire Theny, un élève de Matthias Braun avec lequel Santini-Aichel a souvent collaboré.

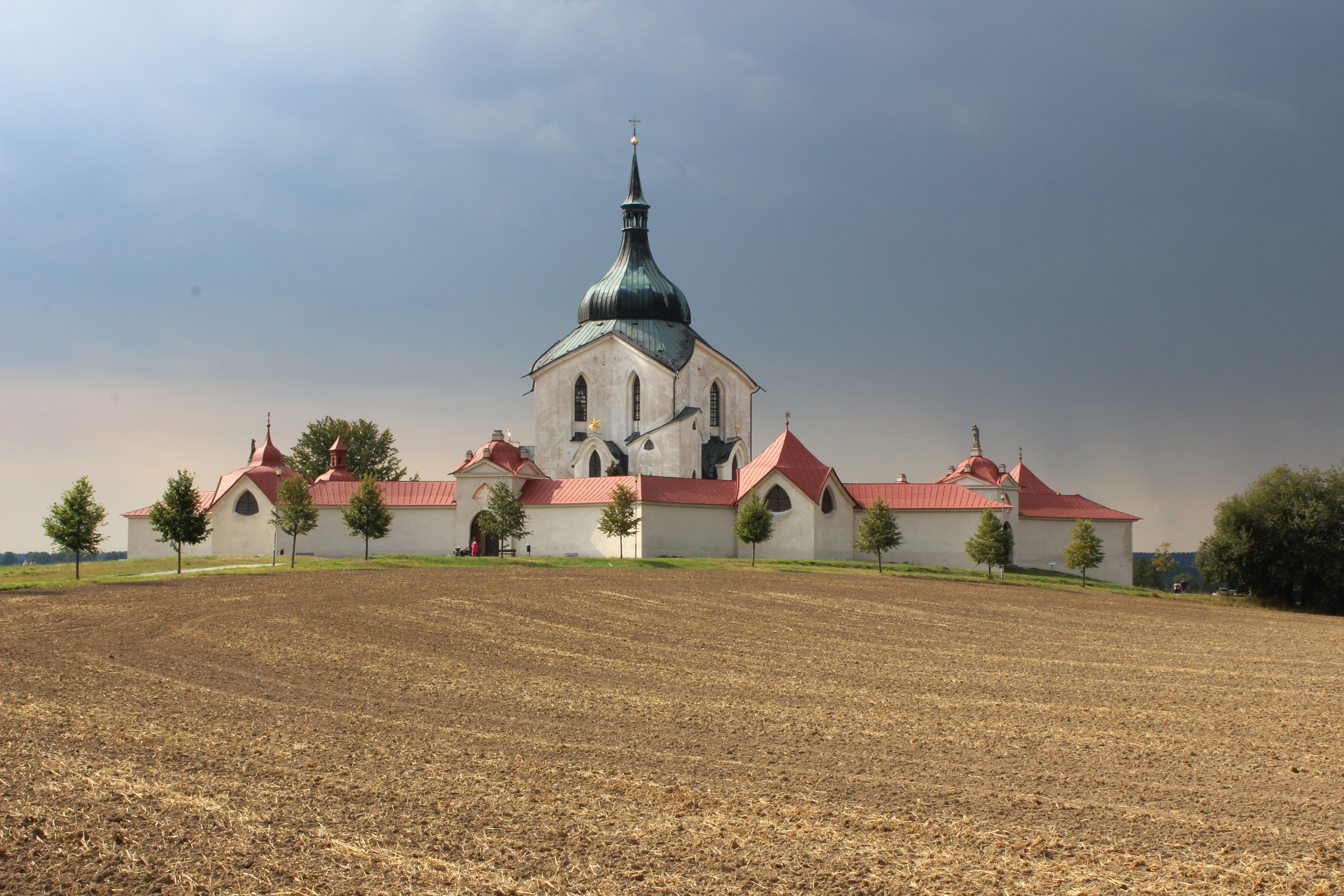
extérieur
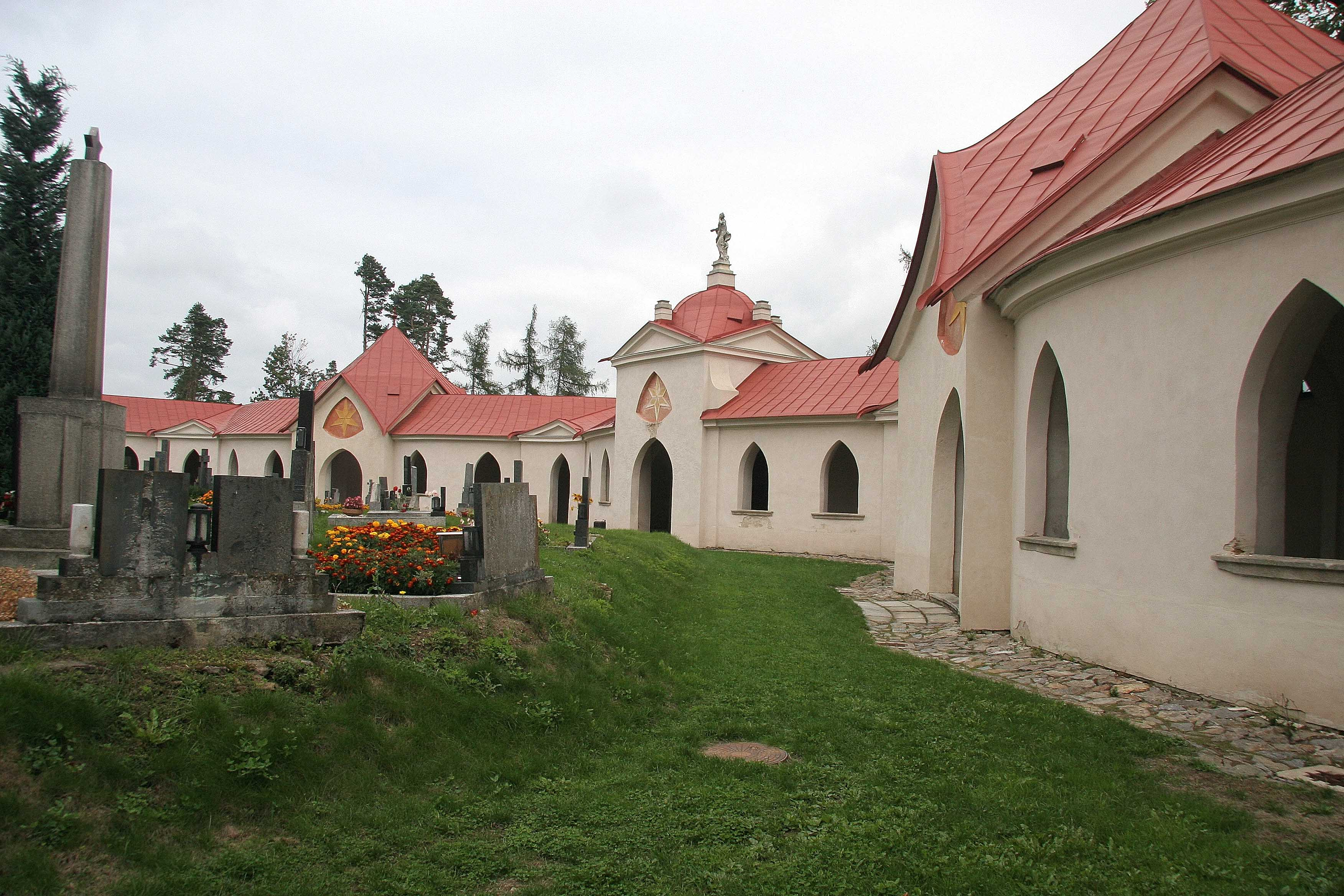
ambitus
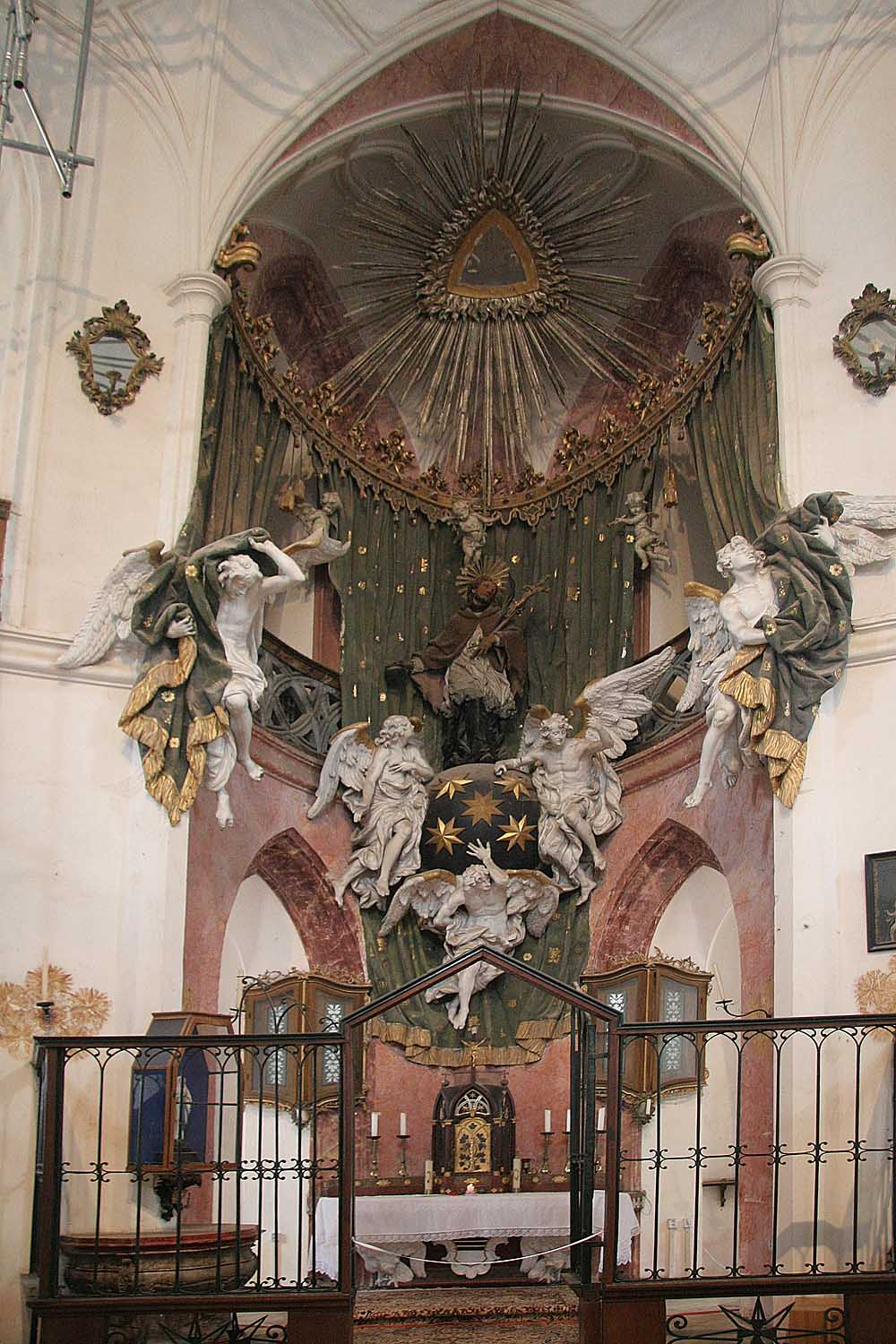
Autel
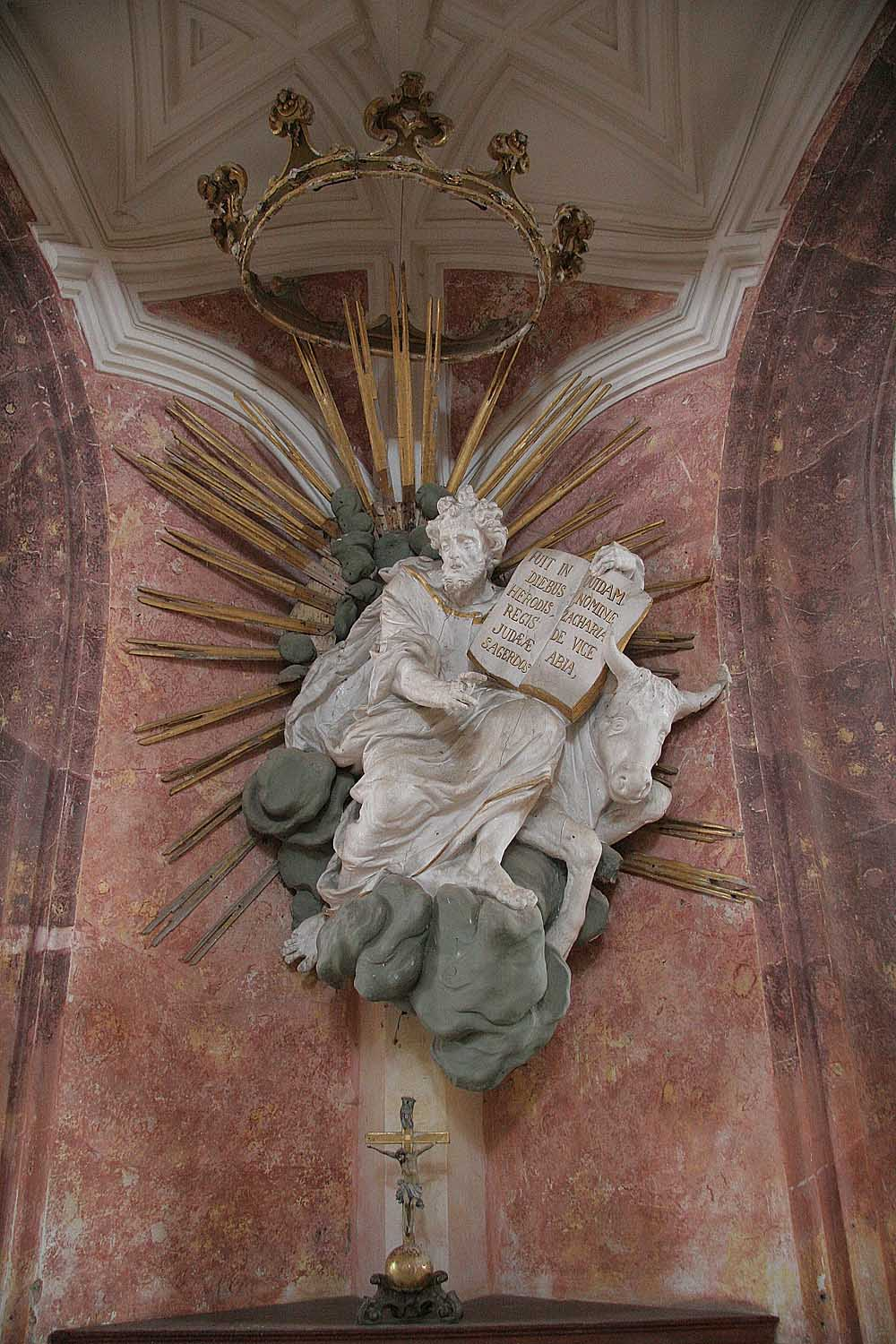
Luc évangéliste
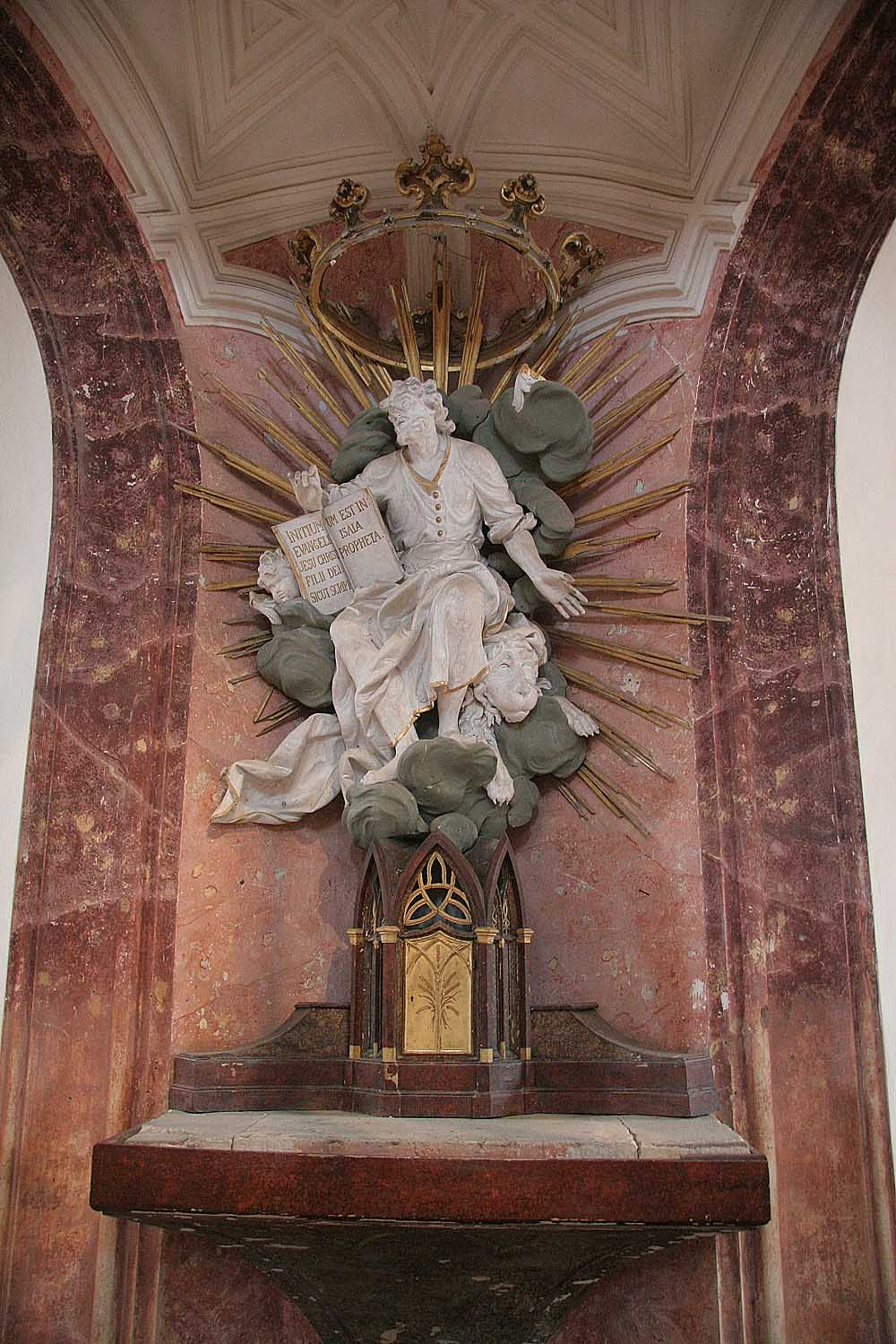
Marc évangéliste
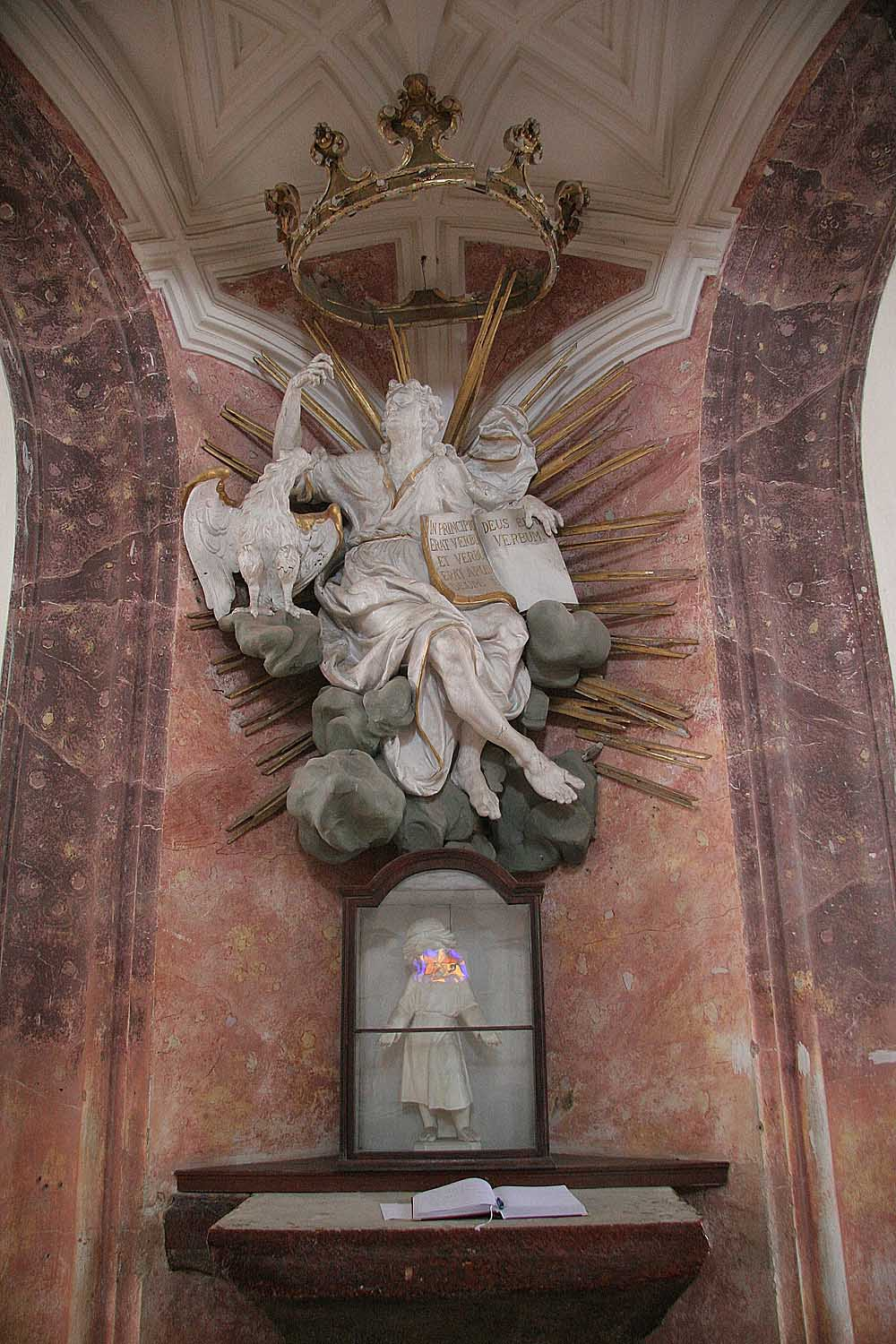
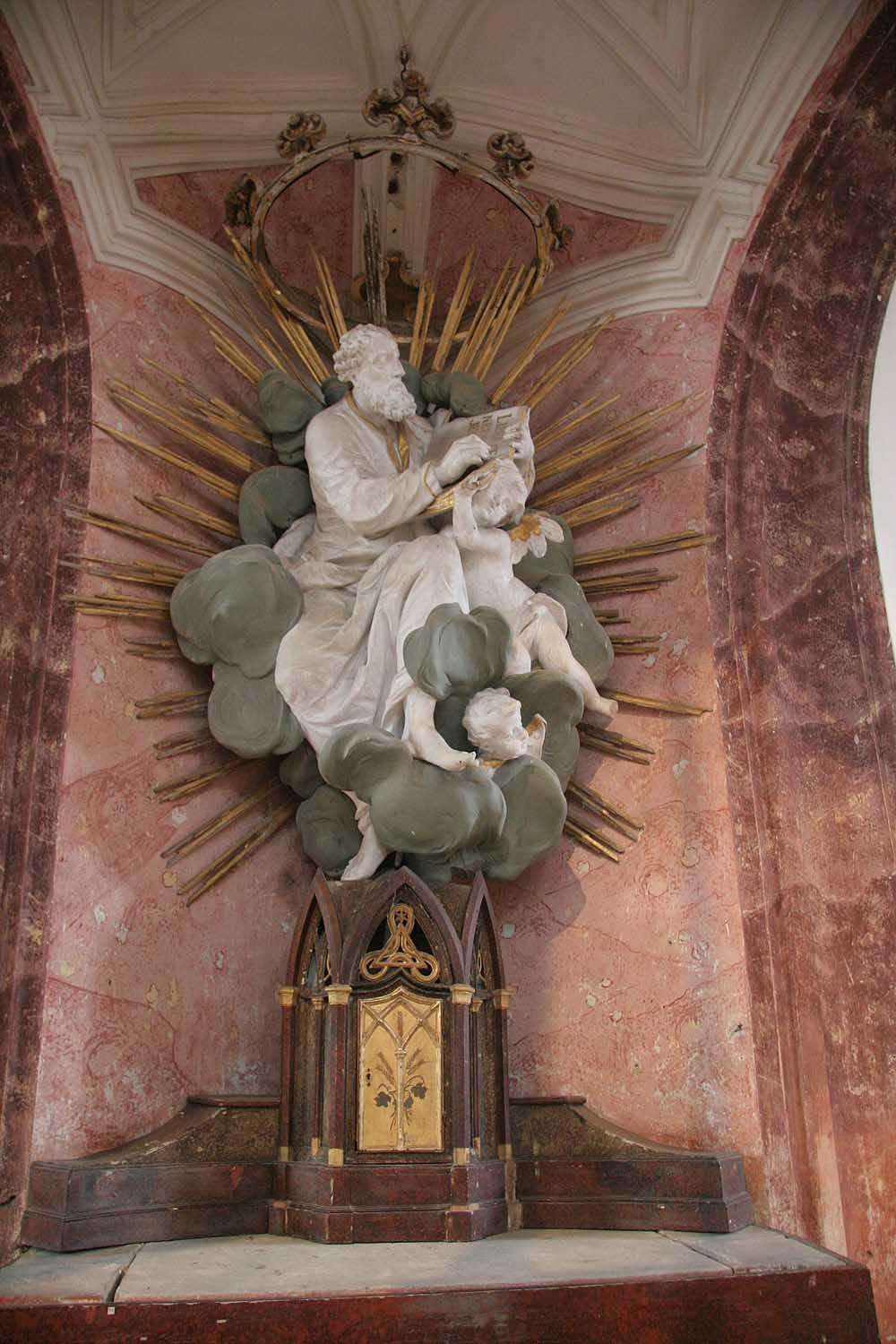